# Dysphania retusa
Dysphania retusa är en amarantväxtart som först beskrevs av Horace Bénédict Alfred Moquin-Tandon och som fick sitt nu gällande namn av Sergej Mosyakin och Steven Earl Clemants. 
Dysphania retusa ingår i släktet doftmållor, och familjen amarantväxter. Inga underarter finns listade i Catalogue of Life.

## Bildgalleri

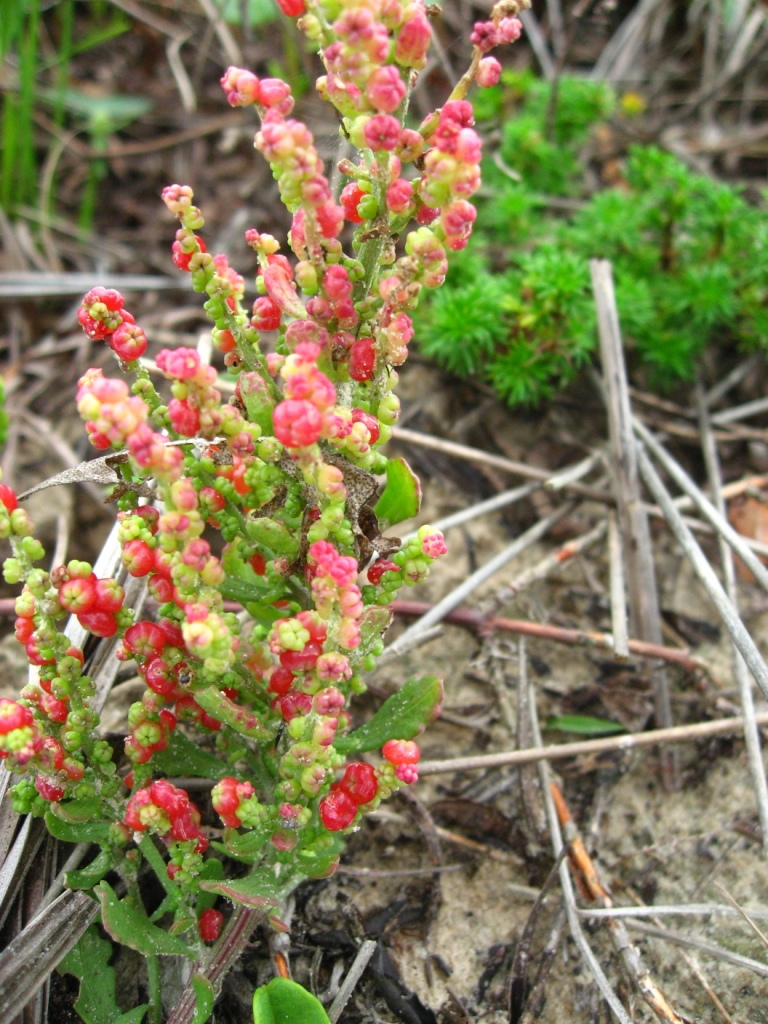
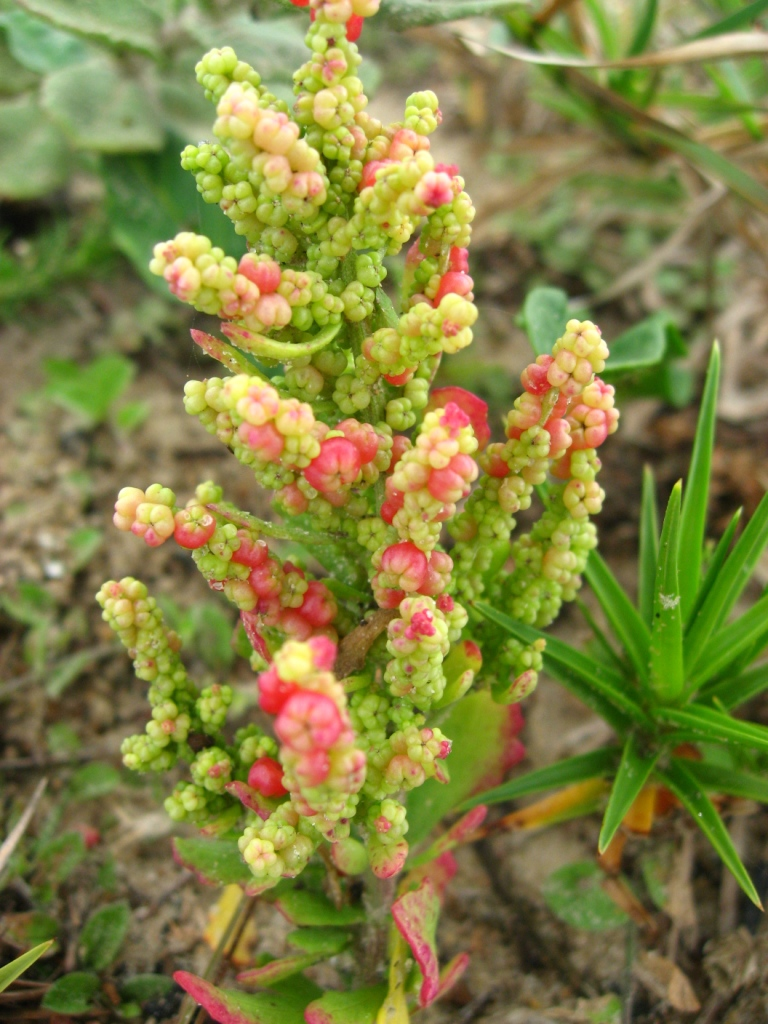
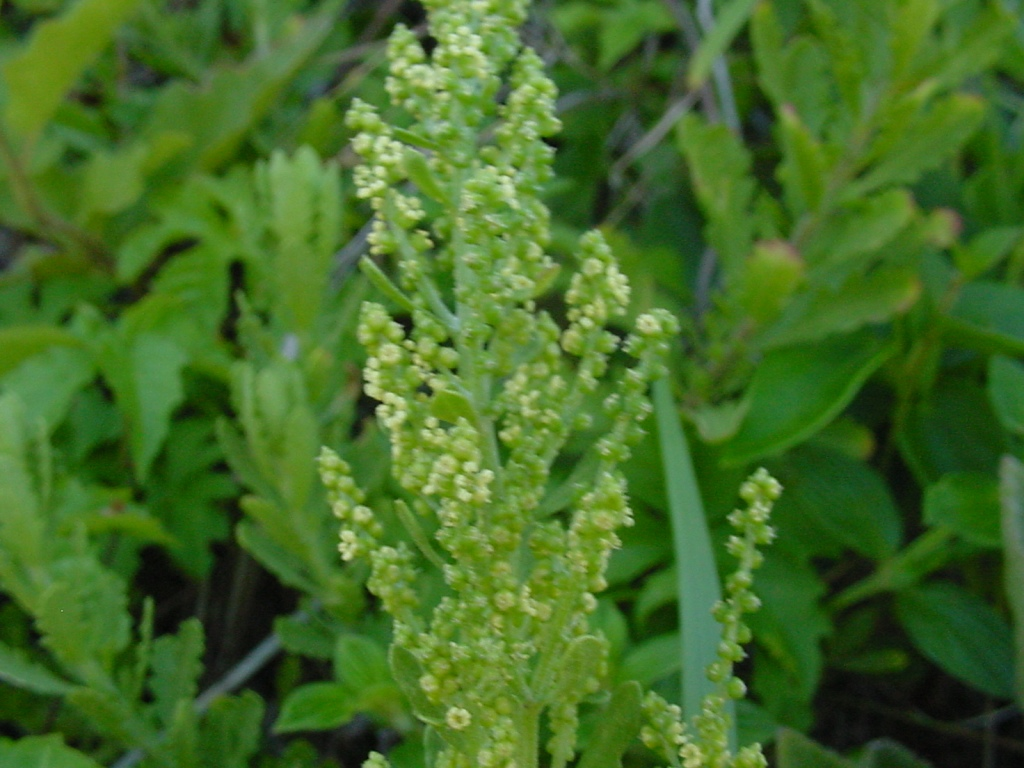